# Eternal Love
Eternal Love (chino: 三生三世十里桃花, también conocida como "Three Lives Three Worlds, Ten Miles of Peach Blossoms"), es una serie de televisión china transmitida del 30 de enero del 2017 hasta el 1 de marzo del 2017 por Dragon TV y Zhejiang TV.
La serie estuvo basada en la novela "Three Lives Three Worlds, Ten Miles of Peach Blossoms" de Tangqi Gongzi.
La secuela de la serie Three Lives, Three Worlds, The Pillow Book (también conocida como "Eternal Love of Dream") fue estrenada el 22 de enero del 2020.

## Sinopsis
La historia está dividida en 3 vidas; cuando el amor no conoce límites, lo inesperado y trágico sucede, el único consuelo que queda es esperar por aquellos que dijeron que volverían.
Durante la primera vida - Bai Qian es la joven princesa del clan Fox y la actual monarca de Qing Qiu, decide hacerse pasar por hombre (Si Yin) para poder aprender las técnicas de batalla que en un futuro podrían ayudar a su clan. Si Yin se convierte en discípulo de Mo Yuan en la Montaña Kun Lun, sin embargo cuando la guerra se desata, la tribu inmortal paga un alto precio para sellar al señor Qing Cang en la Campana del Emperador del Este.
Durante la segunda vida - 70.000 años más tarde, Bai Qian, al hacer que la campana siga atrapando a su enemigo y en su lucha con Qing Cang, es enviada al reino de los mortales, perdiendo su esencia inmortal, sus poderes y su memoria. Ahí conoce a Ye Hua y se enamora de él. Sin embargo Su Jin, la prima de Ye Hua, quien dice estar enamorada de él, se pone celosa del amor de Ye Hua por Bai Qian y crea intencionalmente una serie de eventos maliciosos para provocar su separación definitiva. Pensando que Ye Hua la ha traicionado, devastada, Bai Qian salta de la terraza de Zhu Xian; sorprendentemente sobrevive al salto en la terraza de Zhu Xian, sin embargo, devastada por los dolorosos recuerdos y un corazón roto, pide una pócima para olvidar todo incluido Ye Hua y acabar por fin con el dolor de un amor traicionado.
Durante su tercera vida - trescientos años más tarde, los dos se reúnen de nuevo ahora como deidades. Aunque están en otra vida y en otro mundo, Ye Hua sigue amando a Bai Qian. Finalmente después de pasar por varios obstáculos, Ye Hua y Bai Qian logran estar juntos.

## Reparto[1]

### Personajes principales
| Actor     | Personaje                                                 | Nº de episodios | Notas |
| --------- | --------------------------------------------------------- | --------------- | --- |
| Yang Mi   | Princesa Bai Qian Si Yin Su Su                            | 58              | Bai Qian: es la hija más joven del rey Fox y la actual monarca femenina de Quing Qiu. Es una alta diosa respetada en el reino celestial y es venerada por su belleza y talento, tiene una personalidad atrevida y directa. Aunque sus recuerdos y afecto por Ye Hua fueron borrados, ella se enamora nuevamente de él cuando se encuentran en el reino celestial. Si Yin: fue el alias de Bai Qian, cuando es llevada por Zhe Yan a la Montaña Kun Lun para convertirse en la decimoséptima discípula de Mo Yuan. Durante su tiempo ahí Mo Yuan puede ver a través de su disfraz y se da cuenta de que es una mujer, pronto Si Yin se convierte en el discípulo preferido de Mo Yuan y crea un vínculo profundo con él. Antes de morir le enseña el secreto de la campana. Cuando conoce a Li Jing este se enamora de ella cuando descubre que es una mujer, al inicio Si Yin está emocionada pero todo cambia cuando descubre que Li Jing la engaña con su manipuladora prima Xuan Nu. Cuando el alma de Mo Yuan se desintegra luego de sacrificarse durante la guerra entre los Nueve Cielos y la Tribu Fantasma, Si Yin intenta todo tipo de métodos para traerlo de vuelta a la vida. Su Su: es la identidad mortal de Bai Qian, era una persona ingenua y era fácilmente manipulada por Su Jin. Con sus recuerdos y poderes borrados como Bai Qian, se enamora nuevamente de Ye Hua y se casa con él, sin embargo, debido a los malentendidos creados por la celosa Su Jin, Su Su se quita la vida saltando de la terraza de Zhu Xian poco después de haber tenido a su hijo y regresa a su identidad como diosa. Cuando regresa como Bai Qian esta decide tomar una poción para que la ayude a olvidar el dolor que sufrió como Su Su. |
| Mark Chao | Príncipe Heredero Ye Hua Maestro Mo Yuan Zhao Ge Jin Lian | 58              | Ye Hua: es el príncipe heredero dragón negro de los nueve cielos. Habiendo asumido la responsabilidad de un futuro gobernante desde que nació, Ye Hua tiene una personalidad estoica y madura para su edad, sin embargo oculta su dolor detrás de su exterior tranquilo, eligiendo sacrificarse por sus seres queridos en silencio. Después de que su segundo tío cancelara su matrimonio con Bai Qian, su abuelo arregla su matrimonio con ella. Durante su visita al mundo mortal conoce y se enamora a primera vista de Su Su (la identidad mortal de Bai Qian), lo que ocasiona que cambie su personalidad y se vuelva más exuberante, cuando entran a los Nueve Cielos, creyendo que la única manera de protegerla de su abuelo, el Señor del Cielo, Ye Hua aparenta ser frío con ella frente a los demás. Cuando Su Su se quita la vida poco después de haber dado a luz a su hijo por culpa de las intrigas de Su Jin, Ye Hua queda destrozado. Mo Yuan: es el hijo mayor del Padre Celestial; como dios de la guerra, es un hombre sabio, maduro, respetado y venerado por todos los inmortales en los Nueve Cielos, también es el hermano gemelo de Ye Hua. Pronto crea un vínculo profundo con Si Yin. Su alma se desintegra cuando sacrifica su vida para atrapar al rey fantasma Qing Cang. Zhao Ge: es la reencarnación mortal de Ye Hua. Jin Lian: es el alma de Ye Hua encerrada en un loto dorado, acompañó varias veces a Si Yin/Bai Qian aunque ella no podía verlo. Es el hermano gemelo de Mo Yuan, cuando su madre estaba embarazada, ocurrió un accidente que hizo que perdiera al bebé menor, por lo que su padre, el Padre de Dioses, atrapó el alma del feto en el loto divino/loto dorado, luego, antes de morir, pidió a Mo Yuan que lo protegiera. Si Yin cuidaba de él mientras estaba en Kunlun hasta que, luego de que el alma de Mo Yuan fuera destrozada, el loto se marchitó, alguien lo tomó y finalmente llegó a las manos de la esposa de Yang Cuo, el primer hijo del emperador celestial, quien lo tocó, quedando embarazada de quien sería Ye Hua, el príncipe heredero del cielo. |

### Personajes secundarios

#### Qing Qiu Fox Tribe / Phoenix Tribe (Tribu Zorro de Qing Qiu)
| Actor            | Personaje                          | Nº de episodios | Notas |
| ---------------- | ---------------------------------- | --------------- | --- |
| Ken Chang        | Zhe Yan                            | 56              | Es el primer fénix inmortal desde la creación del mundo. Es buen amigo de la familia Bai y comparte una relación especial con Bai Zhen. El se mantiene fuera de los asuntos de los ocho reinos, habiendo decidido proteger y nutrir los diez kilómetros de flores de durazno que plantó, también es bueno en la elaboración del vino y también posee habilidades médicas notables. |
| Dilraba Dilmurat | Bai Fengjiu / Jiu'er Consorte Chen | 56              | Bai Fengjiu: es la hija de Bai Yi y sobrina de Bai Qian. Es la única zorro rojo de nueve colas (en inglés "nine-tailed red fox" ) del mundo y la próxima monarca de Qing Qiu. Feng Jiu se enamora perdidamente de Dong Hua cuando este la salva de ser asesinada por la bestia del León de Oro, por lo que después se muda al Palacio Tai Chen para servir a Dong Hua y así pagar su amabilidad. Más tarde se convierte en la reina de Qing Qiu. Consorte Chen: es la identidad mortal de Bai Fengjui. Descendió al reino de los mortales para ayudar a Dong Hua a completar sus pruebas de amor, y así pagar su deuda hacia él. |
| Alan Yu          | Bai Zhen                           | 59              | Es el 4.º hijo de Fox King y hermano mayor de Bai Qian. Ama tomar y desea vivir una vida despreocupada. Bai Zhen comparte una relación especial con Zhe Yan. |
| Zhang Youhao     | Mi Gu                              | 12              | Es un espíritu de árbol y miembro del reino de Qing Qiu, es leal a la familia Bai y ha servido para ellos desde que era joven. Debido a la naturaleza de su espíritu, le tiene miedo al fuego. |
| An Yuexi         | Consorte Shao Xin                  | 5               | Es un espíritu de serpiente que Si Yin salvó de ser golpeada por tres hombres. Si Yin manda a Shao Xin con Bai Zhen para que la acoja en su hogar y pronto se vuelve en la doncella de Bai Qian. Cuando conoce a Sang Ji (quien originalmente era el prometido de Bai Qian) se enamora de él y juntos se van de Qing Qiu, lo que ocasiona que la tribu Fox sienta un rencor hacia ella. Aunque Bai Qian no siente resentimiento hacia Shao Xin por lo sucedido, aparentemente no puede perdonarla, ya que sus acciones deshonraron profundamente a Qing Qiu. Más tarde se casa con Sang Ji y tiene a sus hijos. Cuando su hijo Yuan Zhen es falsamente acusado por Su Jin, Shao Xin busca el apoyo de Bai Qian, quien protege a Yuan Zhen y lo ayuda a regresar a los Nueve Cielos. |
| Zhang Gong       | Bai Zhi                            | 5               | Rey Zorro: es el padre de Bai Qian, Bai Zhen y Bai Yi. Es el regente de la tribu Zorro (inglés: "Fox Tribe") de Qing Qiu y gobernante de las cinco tierras. Es un dios poderoso que una vez derrotó a las cuatro bestias míticas que resguardan la Hierba Fíngica Divina en Yingzhou del Mar Oriental para salvar a Bai Qian, luego que diera parte de su sangre para preservar el cuerpo de Mo Yuan. |
| Ma Rui           | Fox Queen                          | 5               | Es la esposa de Bai Zhi y madre de Bai Qian, Bai Zhen y Bai Yi. Da parte de su esencia para salvar la vida de su hija, Bai Qian. |
| Leng Haiming     | Bai Yi                             | 6               | Es el 2.º hijo del Rey Zorro (inglés: "Fox King"), así como el hermano mayor de Bai Qian y Bai Zhen, y padre de Feng Jiu. En ocasiones tiene una actitud estricta e inflexible. |
| Li Ensheng       | Bi Fang                            | 2               | Es un fénix y el transporte de Zhe Yuan, es una bestia inmortal que puede caminar libremente entre los mundos. Debido a su adoración por Bai Qian estaba dispuesto a sacrificar su libertad, sin embargo sus sentimientos no son correspondidos. |

#### Ghost Tribe (Reino Fantasma)
| Actor        | Personaje         | N.º de episodios | Notas |
| ------------ | ----------------- | ---------------- | --- |
| Vin Zhang    | Li Jing           | 56               | Es el segundo príncipe de la tribu Demon, quien luego se convierte en el "Señor Fantasma" luego de que su padre fuera atrapado en la campana de Dong Huang. Cuando descubre que Si Yin es una mujer Li Jing se enamora de ella y la sigue hasta la Montaña de Kun Lun donde le jura que solo tendrá ojos para ella. Sin embargo, cuando conoce a Xuan Nu, quien se asemeja a Si Yin, esta logra seducirlo y Li Jing traiciona a Si Yin. Xuan Nu logra su cometido y termina casándose con Li Jing, pero poco después este se da cuenta de sus engaños y malas intenciones de Xuan Nu, y de que la única persona que en realidad amaba era Si Yin. Li Jing es asesinado por su padre mientras intentaba encadenar su espíritu maligno para que no regresara a la vida. |
| Zhu Xudan    | Xuan Nu           | 40               | Es la amiga de la infancia de Bai Qian y siempre ha sentido envidia por ella, debido a su belleza, por eso Bai Qian le dio la habilidad de transformar su rostro en el de ella por un corto tiempo cuando quisiera. Durante su estancia en las montañas de Kun Lun, Xuan Nu utiliza el poder para seducir a Li Jing y poco después lo obliga a casarse con ella, inmediatamente trabaja como a espía para la Tribu Fantasma y así logra robar información de las tropas de Kun Lun, ocasionando que el ejército de Mo Yuan fuera derrotado durante la batalla entre los dos reinos. Debido a sus crímenes, Xuan Nu fue maldecida con el destino de nunca poder tener un hijo sano. 70,000 años después Xuan Nu secuestra el cuerpo de Mo Yuan y al pequeño Ah Li (el hijo de Ye Hua y Su Su/Bai Qian), para vengarse de Bai Qian, con el propósito de traspasar el poder del inmortal para revivir a su hijo muerto, Xuan nu es derrotada por Ye Hua y su apariencia destruida por Bai Qian quien le quita el poder de transformarse en ella, al ver su verdadero rostro, en un ataque Xuan Nu se lastima los ojos cegándose a sí misma. Xuan Nu muere mientras trataba de robar la divina hierba fúngica para revivir a su hijo. |
| Lian Yiming  | Qing Cang         | 20               | El padre de Li Jing y antiguo Rey Fantasma. Un hombre detestable y cruel, que secuestra a Ling Yu y a Si Yin llevándolos a su palacio para ocasionar una gran guerra entre su tribu y la tribu de los Nueve Cielos, durante la guerra Qing Cang es atrapado en la campana de Dong Huang por Mo Yuan. Posteriormente es atrapado dos veces más: una vez por Bai Qian y por último por el mismo Dong Hua, finalmente cuando logra salir es asesinado por Ye Hua durante una batalla. Qing Cang es el responsable de la muerte de su hijo, Li Jing. |
| Du Junze     | Li Yuan           | 9                | El príncipe mayor de la tribu fantasma. Li Yuan es un hombre hambriento de poder y cruel como su padre, cuya única ambición es ascender al trono y destruir a la tribu inmortal. Es derrotado por Li Jing y atrapado durante miles de años, cuando escapa intenta derrotar a Li Jing, sin embargo, junto a Ye Hua logran atraparlo nuevamente. Li Yuan es asesinado por Xuan Nu luego de pedirle que lo hiciera, para que su padre obtuviera sus poderes y se volviera más poderoso. |
| Dai Si       | Yan Zhi           | 15               | La princesa de la tribu demoníaca, Yan Zhi es adorada y amada por sus hermanos, es bondadosa a pesar de estar rodeada por el mal. Cuando conoce a Si Yin se enamora de él, sin saber que en realidad era Bai Qian disfrazada de hombre. Más tarde decide irse de la tribu de Fantasmas y mudarse al mundo mortal, cuando conoce a Zi Lan se enamora de él, sin embargo, su relación no dura debido a la fricción que existe entre los la Montaña Kun Lun y la Tribu de los Fantasmas. |
| Huang Tianqi | Fire Qilin        | 10               | Es una bestia mágica, que sigue a todos lados a Li Jing, que se convierte en su amigo más cercano. |
| Ren Tao      | Golden Lion Beast | 4                | Después de que Li Yuan fuera encarcelado por Li Jing, él deja la tribu fantasma y se esconde. Es devoto a Qing Cang y a Li Yuan, pero también está dispuesto a proteger a Yan Zhi con su vida. Muere cuando intentaba proteger a Yan Zhi de su hermano Li Yuan. |
| -            | Ying'er           | 3                | Es la hija de Li Jing y Xuan Nu. Después de nacer sin vida, su tía Yan Zhi junto con Ling Yu logran salvarle la vida. En el reino mortal es criada por su tía Yan Zhi luego de la muerte de su padre. |

#### Nine Heavens (Nueve Cielos)
| Actor            | Personaje             | N.º de episodios | Notas |
| ---------------- | --------------------- | ---------------- | --- |
| Vengo Gao        | Lord Dong Hua / Dijun | 58               | Es conocido como el "Señor Emperador", uno de los más antiguos cinco Grandes Reyes del Cielo. Dong Hua. |
| Mou Fengbin      | Yang Cuo              | 10               | Es el 1.er hijo del Señor del Cielo y padre de Ye Hua. |
| Wang Ruolun      | Sang Ji               | 20               | Es el 2.º hijo del Señor del Cielo. Era el hijo favorito de su padre, pero todo cambia cuando se enamora de la doncella de Bai Qian, Shao Xin, y la lleva a los Nueve Cielos (Sang Ji era el prometido de Bai Qian), pero luego de enamorarse de Shao Xin durante su viaje a Qing Qiu, es degradado a Señor Marino del Mar del Norte y desterrado por cancelar su matrimonio. Más tarde el Señor del Cielo se da cuenta del error que cometió y lo acepta nuevamente en los Nueve Cielos, junto a su familia. |
| James Li         | Lian Song             | 58               | Es el 3.er hijo del Señor del Cielo y tío de Ye Hua. A pesar de ser conocido por sus tendencias como mujeriego, es un hombre amable y el confidente de Ye Hua, a quien ayuda. Durante su vida pasada estuvo enamorado de Cheng Yu. |
| Jiang Kai        | Heaven Lord           | 40               | Es el gobernante de los Nueve Cielos, padre de Yang Cuo, Sang Ji y Lian Song, y abuelo de Ye Hua. Cuando Su Jin era pequeña es aceptada por el Señor del Cielo en su familia luego de que su tribu desapareciera durante la guerra, aunque al inicio la favorece, más tarde se da cuenta de que Su Jin era una mujer sin escrúpulos y malvada y la destierra de los Nueve Cielos. |
| Hummer Zhang     | Ah Li                 | 15               | Es el hijo de Ye Hua y Su Su/Bai Qian, es un niño tierno y educado, es querido por todos y protegido. Cuando varias mujeres intentan obtener los afectos de su padre, Ah Li les deja claro que él solo ama a su madre. Cuando conoce a Bai Qian se da cuenta de que es su madre Su Su y queda encantado cuando Ye Hua y Bai Qian se unen. |
| Huang Mengying   | Su Jin                | 40               | Es la única descendiente de la tribu celestial de Su Jin, luego de que su tribu fuera destruida durante la guerra, es adoptada por el Señor del Cielo quien le otorga el título de princesa. Tiene sentimientos por Ye Hua pero él no los corresponde, sus celos ocasionan que manipule a la gente y conspira con el Señor de los Cielos para atrapar a Bai Qian y robarle sus ojos. Cuando Bai Qian recupera sus recuerdos como Su Su, ella le quita los ojos a Su Jin y le muestra a todos sus manipulaciones y crímenes, Su Jin es desterrada de sus títulos y enviada a usar sus débiles poderes para proteger la campana del emperador del Este que contiene al rey Cang. Cuando fracasa en avisar que el rey Cang había salido de su prisión es desterrada de los Nueve Cielos y derecibir algún estatus Celestial por toda la eternidad.En el reino de los mortales, Su Jin hace que un hombre deje a su esposa y se case con ella, sin embargo, este la deja y se divorcia de ella. |
| Wang Xiao        | Si Ming               | 45               | Es un dios encargado de la vida y el destino del reino humano, escribiendo sus historias de vida. Es seguidor de Dong Hua, y es buen amigo de Cheng Yu y Feng Jiu. |
| Chen Kefan       | Yuan Zhen             | 6                | Es el hijo de Shao Xin y Sang Ji, quien es enviado al reino de los mortales para someterse a juicios por 60 años después de ser incriminado falsamente por Su Jin de intentar abusar de ella. Gracias a la ayuda de Ye Hua y Bai Qian, logra regresar a los Nueve Cielos, finalmente cuando las mentiras de Su Jin son reveladas, el Señor de los Cielos se da cuenta de su error y Yuan Zhen es liberado de toda culpa. |
| Liu Xiaoye       | Consorte Le Xu        | 10               | Es la esposa de Yang Cuo y madre de Ye Hua. Le Xu queda embarazada de Ye Hua cuando visita las Montañas Kun Lun y toca el loto divino que contenía el alma del feto de Ye Hua. |
| Wang Ting        | Cheng Yu              | 20               | Solía ser una mortal pero logra ganar el estatus de inmortal debido a la cultivación, durante su vida pasada estuvo enamorada de Lian Song. Es buena amiga de Si Ming, Bai Fengjiu y de Ah Li. |
| Yang Anqi        | Nai Nai               | 14               | Es una doncella del palacio que asiste a Su Su (Bai Qian) durante su estancia en los Nueve Cielos. Aunque es engañada por Su Jin y su doncella Xin Nu quienes buscan meter en problemas a Su Su, cuando descubre la verdad intenta protegerla. Cuando Su Su se quita la vida, Nai Nai queda destrozada, sin embargo, cuando se encuentra con Bai Qian se alegra de ver que su amiga está viva. |
| Zhang Ranyi      | Xin Nu                | 14               | Desde pequeña es la doncella personal de Su Jin y su confidente. Está dispuesta a realizar lo que Su Jin le ordene, con tal que Ye Hua se enamore de Su Jin. |
| Liu Meilin       | Zhi Yue               | 14               | Es una inmortal mimada de las Montañas Fang Xu y la prima de Ye Hua. Zhi Yue está enamora de Dong Hua, pero él no le corresponde, cuando descubre que Dong Hua pasa mucho tiempo con Feng Jiu en el Palacio de Tai Chen decide hacerle la vida imposible a Feng Jiu. Más tarde le pide a Ye Hua que la envíe al reino de los mortales para ver a Dong Hua, sin embargo cuando llega, el cuerpo mortal de Dong Hua ha muerto. Zhi Yue disfruta de ver las obras de los mortales, un día sin saber la verdadera identidad de Bai Qian, le revela que Ye Hua podría estar vivo. |
| Yu Wentao        | Tian Shu              | 10               | Es el Señor de las Estrellas, es un inmortal encargado de proteger a Ye Hua y Ah Li. Es leal a Ye Hua. |
| Yu Xuan Hong Hao | Qie Yun               | 10               | Es el Señor de las Estrellas y un inmortal que asiste a Ye Hua en asuntos civiles. Es leal a Ye Hua |

#### Kun Lun Mountains (Montaña Kun Lun)
| Actor       | Personaje | N.º de episodios | Notas |
| ----------- | --------- | ---------------- | --- |
| Mark Chao   | Mo Yuan   | 10               | Es el hijo mayor del Padre Celestial y hermano gemelo de Ye Hua. Mo Yuan es el invencible Dios de la Guerra, es sabio y maduro, respetado y venerado por todos los inmortales en los Nueve Cielos. Durante la Guerra entre los Nueve Cielos y la Tribu Fantasma, Mo Yuan se sacrifica y utiliza su alma, la cual se dispersó en miles de partes para atrapar a Qing Cang en la campana de Dong Huang. Su cadáver es puesto por Bai Qian/Si Yin en la cueva de Yanhua para preservarlo, mientras que Mo Yuan pasa los siguientes 70,300 años reconstruyendo su alma. Cuando despierta y se entera de que Bai Qian está comprometida con Ye Huan, se pone triste, ya que también la ama, sin embargo, acepta su amor. Cuando Ye Hua se sacrifica para sellar a Qing Cang en la campana, Mo Yuan lo salva luego de pasar tres años en un estado de sueño profundo, permitiéndole reencontrarse con Bai Qian. |
| Lion Lai    | Die Feng  | 45               | Es el discípulo principal de Mo Yuan y el segundo príncipe de los Mares Occidentales. Die Feng decide dejar la Montaña Kun Lun y bajar para buscar el cuerpo de Mo Yuan y a Si Yin. Cuando Ye Hua y Su Su regresan a los Nueve Cielos, Die Feng los ayuda a esconderse. Cuando finalmente descubre la verdad y que Si Yin es Bai Qian se alegra de encontrarlo, y lo ayuda a proteger el cuerpo de Mo Yuan hasta que despierta, posteriormente regresa a la Montaña Kun Lun junto a los otros discípulos cuando Mo Yuan regresa a la vida. |
| Joshua Song | -         | 2                | Es el segundo discípulo de Mo Yuan. Él ayudó a cuidar de las montañas Kun Lun durante la ausencia de Mo Yuan. |
| Zhang He    | Ling Yu   | 6                | Es el noveno discípulo de Mo Yuan y buen amigo de Si Yin. Ling Yu fue secuestrado por Qing Cang y obligado a ser su hijo para ocasionar una guerra con los Nueve Cielos, sin embargo con la ayuda de Mo Yuan, Si Yin y Li Jing logra escapar, más tarde Ling Yu muere durante la guerra entre los Nueve Cielos y la Tribu Fantasma. |
| Liu Ruilin  | Zi Lan    | 40               | Es el decimosexto discípulo de Mo Yuan. En el reino humano Zi Lan conoce y se enamora de Yan Zhi, sin embargo no puede estar junto a ella, ya que es parte de la tribu Fantasma. Zi Lan se convierte en el guardia del cuerpo de Ye Hua cuando este se encuentra descansando en el Mar de la Inocencia, cuando regresa a la vida, Zi Lan regresa a la Montaña Kun Lun junto a los otros discípulos. Tiene un hermano gemelo más joven llamado Yan Chiwu (quien aparece en la secuela del drama). |

#### The Water Kingdoms (Reinos del Agua)
| Actor        | Personaje                         | N.º de episodios | Notas |
| ------------ | --------------------------------- | ---------------- | --- |
| Yu Zikuan    | Regente de los Mares Occidentales | 2                | Es el padre de Die Feng. |
| Li Hua Xinyi | Reina de los Mares Occidentales   | 1                | - |
| Fu Huafeng   | Die Yong                          | 3                | Es el 1.er príncipe de los Mares Occidentales, es el hermano mayor de Die Feng. Pasó los últimos 600 años con una enfermedad misteriosa, sin embargo, cuando Zhe Yan lo visita se da cuenta de que esto se debe a que dentro de Die Yong está el espíritu débil de Mo Yuan. Cuando Mo Yuan se recupera sale del cuerpo de Die Yong, permitiéndole despertar. |
| Lion Lai     | Die Feng                          | 45               | Es el 2.º príncipe de los Mares Occidentales. Es buen amigo de Si Yin. Die Feng decide dejar la Montaña Kun Lun y bajar para buscar el cuerpo de Mo Yuan y a Si Yin. Cuando conoce a Bai Qian y a Ye Hua los confunde con Si Yin y Mo Yuan, poco después lo ayuda. Años después cuando Mo Yuan se recupera, Die Feng regresa a la Montaña Kun Lun. |
| Jia Wei      | Rey Marino del Mar Chang          | 2                | Es el gobernante de Chang Hai, sin embargo, es un líder débil. Cuando el señor marino envía a su hijo a su reino él está dispuesto a dar a una de sus hijas en matrimonio. Es tío de Die Feng y Die Yong. |
| Li Tong      | Princesa Mayor de Chang Hai       | 1                | Es la hija mayor del gobernante de Chang Hai, prima de Die Feng y Die Yong. |
| Jin Feng     | Lu Xiu                            | 3                | Es la 2.ª princesa de Chang Hai. Lu Xiu está enamorada de Ye Hua, sin embargo, él no corresponde sus sentimientos. |
| Liu Gugai    | Regente de los Mares del Este     | 3                | Es el Rey de los mares del este y hermano de Miao Qing. |
| Wang Xiuzhu  | Miao Qing                         | 10               | Es la Princesa de los Mares del Este, se enamora a primera vista de Ye Hua, aunque él no le corresponde. Miao Qing salva a Ah-Li del peligro durante una visita en el reino mortal y lo usa como excusa para mudarse al palacio Xi Wu para convertirse en una de las doncellas de Ye Hua. Más tarde es manipulada por Su Jin para que interfiriera en la relación de Ye Hua y Bai Qian, sin embargo, cuando Ye Hua descubre la verdad, la saca del palacio y la envía de vuelta con su familia. |
| Sun Jiaolong | Señor Marino, Líder de los Merman | 2                | Es el Rey Tritón y tío de Li Yuan y Yan Zhi. Cuando Li Yuan sale de la prisión en la que lo había puesto su medio hermano Li Jing, acude a su tío para pedirle unas tropas para declararle la guerra a Li Jing, pero él se niega a dárselas. Su clan es completamente aniquilado durante la guerra con Ye Hua y el reino de Chang. |
| -            | Hong'er                           | 1                | Es el príncipe y el hijo menor del Señor Marino. Su padre lo envía a Chang Hai para escoja a una mujer para él, cuando llega y ve a Lu Xiu decide que quiere quédarsela para sí mismo aunque ella lo desprecie. Es asesinado y decapitado por órdenes del rey Marino impulsado por Ye Hua. |

### Otros Personajes
| Actor           | Personaje                      | N.º de episodios | Notas |
| --------------- | ------------------------------ | ---------------- | --- |
| Li Xinyi        | Yao Guang                      | 2                | Es una alta diosa que está enamorada de Mo Yuan, como su amor no es correspondido secuestra a Si Yin para llamar la atención de Mo Yuan. Durante la guerra entre los Nueve Cielos y la Tribu Fantasma Yao Guang decide sacrificar su vida para derrotar a Qing Cang, no sin antes irse en paz con Mo Yuan.                                                                             |
| Zhao Yansong    | Padre Inmortal                 | 3                | Es el creador del Cielo y la Tierra, y padre de Mo Yuan y Ye Hua, también es creador de Zhe Yan. Padre Inmortal le asigna la tarea a Mo Yuan de cuidar el lotus de oro (que contenía el feto de Ye Hua), hasta que su hermano nazca. |
| -               | Yun Sheng                      | 5                | Vive en el palacio de Bai Zhen en el Norte, apoya fielmente a Ye Hua, durante la rebelión del Norte le da a Ye Hua el mapa de los territorios del norte. |
| Wang Bin        | Sumo Sacerdote Ling Bao        | 1                | - |
| Ye Xinyu        | Sumo Sacerdote Pu Hua          | 2                | Es un hombre justo, encargado de ver por las personas que van a recibir los golpes de rayos. |
| Zhao Xinhuan    | Médico del Rey                 | 6                | Es el encargado de ayudar a Su Su durante el nacimiento de su hijo, también está encargado de la salud de los miembros inmortales en los Nueve Cielos. |
| -               | Dios de la Tierra              | 7                | Es un espíritu de la tierra, encargado por Dong Hua Dijun de salvaguardar la campana donde se encuentra el espíritu de Qing Cang y de vigilar sus movimientos. Cuando el Señor del Cielo asigna a Su Jin como la nueva guardia de la campana, finalmente dios de la tierra descansa.                                                                                                   |
| Li Dong         | Tudigong                       | 1                | - |
| -               | Señor de los Tesoros Numinosos | 10               | Es el guardián de los objetos mágicos. |
| Gan Liying      | Señora Xuan                    | 2                | Es la madre de Xuan Nu, a quien va a visitarla a las Montañas Kun Lun cuando se entera de que no quiere casarse con el hombre que habían escogido para ella. Más tarde cuando Xuan Nu escapa de la tribu Fantasma para buscar las hierbas que le permitan a su "hijo" sobrevivir, va a visitar a su madre, sin embargo, cuando escucha que ella la desconoce como hija, Xuan Nu se va. |
| Lu Meifang      | Emperatriz                     | 4                | Es la madre Dong Hua en el reino de los mortales, cuando su hijo el rey muere queda destrozada. |
| Zhang Chao      | Consorte De                    | 4                | Es una de las consortes de Dong Hua en el reino de los mortales, sin embargo, él nunca va a verla, siente celos de la Consorte Chen (Feng Jiu) cuando se da cuenta de que Dong Hua está enamorado de ella. Junto a la consorte Xian intentan buscar la forma de alejar a la Consorte Chen de Dong Hua.                                                                                 |
| Liu Wei         | Consorte Xian                  | 4                | Es una de las consortes de Dong Hua en el reino de los mortales, sin embargo, él nunca va a verla, siente celos de la Consorte Chen (Feng Jiu) cuando se da cuenta de que Dong Hua está enamorado de ella. Junto a la consorte De intentan buscar la forma de alejar a la Consorte Chen de Dong Hua.                                                                                   |
| Mei Yun         | Monja Taoísta                  | 3                | Encargada de la educación de Yuan Zhen. |
| Chen Baobao     | Yu Dan                         | 3                | Es una de las doncellas de la consorte Chen en el reino mortal. |
| Du Xiujun       | Fu Zi                          | 1                | - |
| Yi Qiang        | Pequeño Tou Mu                 | 1                | - |
| Tian Na         | Subordinada de Yao Guang       | 2                | Es una de las doncellas de Yao Guang, a quien acompaña cuando secuestra a Si Yin. |
| Wang Donghong   | Subordinada de Yao Guang       | 2                | Es una de las doncellas de Yao Guang, a quien acompaña cuando secuestra a Si Yin. |
| Yang Binxin     | Espíritu de la Hoja            | 1                | - |
| Wan Ziling      | Espíritu del Champiñón         | 1                | - |
| Sun Liyang      | Espíritu de la Pipa            | 1                | - |
| Lin Meiyan      | Espíritu de la Uva             | 1                | - |
| Zhang Fan       | Espíritu del Lobo Gris         | 1                | - |
| Liu Weimin      | Espíritu de la Ardilla         | 1                | - |
| Liu Xiaowan     | Lluvia Inmortal                | 1                | - |
| Zhang Xinrong   | Guerrero del Cielo             | 1                | - |
| Meng Xiangliang | Guerrero                       | 1                | - |
| Hou Ruixiang    | Joven Vigilante                | 1                | - |
| Lu Xu           | Joven Eunuco                   | 1                | - |
| Yu Zhimei       | Abuela                         | 1                | - |
| Zhang Wenjun    | Matón                          | 1                | - |
| Yao Xiaobao     | Matón                          | 1                | - |

## Episodios
La serie estuvo conformada por 58 episodios.

## Premios y nominaciones
| Año  | Categoría                         | Premio                            | Nominado (a)     | Resultado |
| ---- | --------------------------------- | --------------------------------- | ---------------- | --------- |
| 2017 | Best Actor in a Leading Role      | 23rd Shanghai Television Festival | Mark Chao        | Nominado  |
| 2017 | Best Actress in a Supporting Role | 23.° Shanghai Television Festival | Dilraba Dilmurat | Nominada  |

## Música
El Soundtrack de la serie estuvo conformada por 5 canciones.
La música de inicio de la serie fue "Three Lives, Three Worlds" interpretada por Zhang Jie, mientras que la música de cierre fue "Bracing the Chill" interpretada por Zhang Bichen y Aska Yang.
| No. | Artista (as)             | Canción                                | Escritores             |
| --- | ------------------------ | -------------------------------------- | ---------------------- |
| 1   | Zhang Jie                | "Three Lives, Three Worlds" (三生三世) | Dai Yuedong y Tan Xuan |
| 2   | Zhang Bichen y Aska Yang | "Bracing the Chill" (凉凉)             | Liu Chang              |
| 3   | Yisa Yu                  | "Cherished Memory" (思慕)              | Luan Jie               |
| 4   | Xiang Xiang              | "Even If There's No If" (就算没有如果) | Luan Jie               |
| 5   | Dong Zhen                | "Blooming Flowers" (繁花)              | Dong Zhen              |

## Producción
La serie fue dirigida por Lin Yufen, Yu Cuihua y Ren Haitao.
Fue filmada en "Xiangshan Movie & Television Town", Yunnan.
Contó con las compañías productoras "Gcoo Entertainment", "Jaywalk Studio" y "San Weihuo", y fue distribuida por Gcoo Entertainment.

### Popularidad
La serie fue un éxito comercial en China y actualmente es el drama chino más visto en línea.
Atrajo a un gran número de aficionados extranjeros, marcando un nuevo renacimiento de la televisión China.
Cuenta con más de 35 mil millones de visitas en línea, 29 millones de comentarios en Sina Weibo y el puesto número 1 Weibo y se encuentra en las listas de "dramas más populares" de Baidu. Obtuvo el puesto número 4 en la lista de los "dramas más rentables del 2017" (inglés: "Most Profitable Dramas of 2017") detrás de la serie General and I y Rush to the Dead Summer.